# 高瀬美子
高瀬 美子（たかせ よしこ、旧姓・森、12月12日 - ）は、元栃木放送（CRT）のアナウンサー。長崎県諫早市出身で日本大学芸術学部放送学科卒業。「チャラ」の愛称で幅広い年齢層のリスナーに親しまれている。栃木放送退社後もフリーアナウンサーとして同局で活動しており、平日の生ワイド番組や若者向けの老舗アニラジ番組のパーソナリティーを担当しているほか、栃木放送の関連会社が制作するとちぎテレビ向けの番組・CMのナレーションもしている。
また、宇都宮アート&スポーツ専門学校および宇都宮ビジネス電子専門学校（UBDC）にて非常勤講師として指導も行っている。
「チャラのOH!マイ・アニメ」などの担当番組内で自称・24歳を公言しており、実年齢に触れてはいけないことがCRT内での暗黙の了解となっている。

## 出演番組
- チャラのOH!マイ・アニメ（土曜22:00～23:00／1991年8月4日 - ）
- しもつけ歌謡ストリート（日曜16:00～18:40） ナビゲーター ※ 隔週担当

## 担当していた番組
- チャラのかっとびステーション
- 県政スクランブル
- イブニング with you
- 平成ラジオ通り
- 想い出のあの時この唄- 不定期
- 金剛と榛名の金榛劇場 (日曜16:40～16:55／しもつけ歌謡ストリート内）
- うたっチャオ！（日曜16:40～16:55／しもつけ歌謡ストリート内）
- オトナリズム (火曜12:30～15:55)
- 今日もごきげん!こんにちワイド 金曜日（金曜9:00～13:00／2003年4月4日 - 2008年9月 未定 ）

他、多数